# Кузьмин, Николай Сергеевич
Кузьмин Николай Сергеевич (22 мая 1905 — 13 февраля 1985) — советский архитектор.

## Биография
Родился 22 мая 1905 года в посёлке Сюгинского стекольного завода (современный Ижевск).
Учился на инженерно-строительном факультете Сибирского технологического института, входил в местную организацию Объединения Современных Архитекторов (ОСА). 
В 1928 году по приглашению М. Я. Гинзбурга сделал доклад на съезде ОСА, опубликовал статью в журнале «Современная архитектура». 
В 1929 году выполнил вошедший в историю советской архитектуры дипломный проект дома-коммуны для Анжеро-Судженска (1929), в основу которого были положены идеи «научной организации быта». 
В 1930-е годы этот проект был подвергнут жёсткой критике за «экстремистские социальные идеи», которые во время создания проекта были общепринятыми и официально поддержанными властями.
С начала 1930-х годов Кузьмин живёт в Новосибирске, работает в Сибстрине. Проектирует ряд зданий в стилистике постконструктивизма: главный корпус Сибстрина (1933, перестроен в 1953), морфологический корпус мединститута на территории 1-й горбольницы (1936), Дом Соцземледелия (1936—1942, в 1941 году был занят эвакуированным в Новосибирск НИИ-39, перестроен в 1952), жилой дом Облплана (1939).
Впоследствии предложил ряд новаций, связанных с новыми конструкциями зданий и сооружений, в числе которых жилой комплекс, монтировавшийся объёмными блоками и секциями с помощью дирижаблей (1960-е годы), малоэтажный дом с облегченной конструкцией стены.
Умер 13 февраля 1985 года в Новосибирске. Похоронен на Заельцовском кладбище Новосибирска (квартал 65н).